# The Galloping Fish
The Galloping Fish è un film muto del 1924 diretto da Del Andrews sotto la supervisione alla regia di Thomas H. Ince.

## Produzione
Il film fu prodotto dalla Thomas H. Ince Corporation.

## Distribuzione
Il copyright del film, richiesto dalla Thomas H. Ince Corp., fu registrato il 4 marzo 1924 con il numero LP19963.
Distribuito dalla Associated First National Pictures e presentato da Thomas H. Ince, il film uscì nelle sale cinematografiche degli Stati Uniti il 10 marzo 1924.
Nel 1930 ne venne fatta una riedizione sonorizzata prodotta dalla Selected Inc. e distribuita dalla Capitol Film Exchange presentata a New York il 22 luglio di quell'anno.
Copia della pellicola viene conservata negli archivi della Filmoteka Nardowa.